# Луїс Пас
Луїс Пас (ісп. Luis Paz, 23 травня 1939 — червень 2015) — колумбійський футболіст, що грав на позиції півзахисника. Виступав, зокрема, за клуби «Америка де Калі» та «Депортіво Калі».

## Клубна кар'єра
У дорослому футболі дебютував 1961 року виступами за команду «Америка де Калі», в якій провів шість сезонів, взявши участь у 139 матчах чемпіонату. Більшість часу, проведеного у складі «Америка де Калі», був основним гравцем команди.
Своєю грою за цю команду привернув увагу представників тренерського штабу клубу «Депортіво Калі», до складу якого приєднався 1966 року. Відіграв за команду з Калі наступні два сезони своєї ігрової кар'єри і 1967 року став з командою чемпіоном Колумбії, втім основним гравцем не став.
Згодом з 1968 по 1971 рік грав у складі команд «Депортес Кіндіо», «Онсе Кальдас», «Санта-Фе», «Мільйонаріос» та «Реал Картахена», але ніде надовго не затримався.
Завершив ігрову кар'єру у 30 років у команді «Депортес Толіма», за яку виступав протягом 1972 року. Загалом у 1961—1972 роках він провів 233 матчі в колумбійській лізі, в яких забив 17 голів.

## Виступи за збірну
У складі національної збірної Колумбії був учасником чемпіонату світу 1962 року у Чилі, ставши у віці 19 років наймолодшим гравцем у заявці команди, втім так у національній команді ніколи і не дебютував.
Помер у червні 2015 року у віці 73 років від серцевого нападу.

## Титули і досягнення
- Чемпіон Колумбії: 1967